# Паула Прерадовић
 Паула фон Прерадовић (Беч, 12. октобар 1887 — Беч, 25. мај 1951) била је аустријска књижевница српског порекла. Позната је као ауторка текста аустријске химне Земља планина, земља река.

## Младост и школовање
Паула је рођена у Бечу, али је своје детињство и младост у периоду од 1889. до 1901. године и од 1905. до 1913. године провела у Пули, у Аустроугарској. Њен отац је тамо служио у морнарици. Похађала је девојачко-грађанску школу, а са 14. година наставила је школовање на католичком интернату Санкт Пелтен (1901—1905). Године 1913. Паула је отишла у Минхен на једногодишњи курс Црвеног крста. Већ следеће године цела њена породица се преселила у Беч, а Паула је из Минхена отишла тамо и запослила се у војној болници као медицинска сестра.

## Приватни живот, порекло и породица
Паула фон Прерадовић је била аустријанка, српског порекла. Њен отац је био Душан Прерадовић, (познат и као Душан пл. Прерадовић, Душан вон Прерадовић). Према сачуваним изворима, старо порекло породице Прерадовић је српско и води из Старе Србије, одакле су се преселили у 17. веку. У време пресељења старешина задруге Прерадовића је био свештеник српске православне цркве. Један део породице Прерадовић добио је угарско племство и користио предикат де Прерадовић. У 18. веку неколико официра Прерадовић је са породицама прешло у Горњу крајину и из те гране породице је и Петар Прерадовић, чија је унука била Паула фон Прерадовић. На грбу Прерадовића налази се грифон који замахује сабљом и држи одсечену турску главу. Од Прерадовића, међу којима су и они из Грубишног поља, на списку убијених у логору Јасеновац, Независне државе Хрватске до сада је индентификовано 100 Прерадовића. Отац Пауле Прерадовић био је Душан Прерадовић, поморски офоцицир, док је њен деда био Петар Прерадовић, генерал-мајор, српски песник и словенофил. Паула је имала два брата и две сестре. Удала се 1916. године за аустријског писца и новинара Ернеста Молдена и имали су двоје деце — Фрица и Ота Молдена. Њен муж је постао главни уредник новина, а за време рата они су се придружили отпору против нацизма, због чега су затворени. Оба њихова сина постали су књижевници и такође се прикључили се отпору против нацизма. Млађи син Фриц је био дипломата и новинар. Као писац, објавио је доста дела, женио се 4 пута, а умро је у Триполију 2004. године. Старији син Ото Молден је такође био писац и написао је десетак књига. Умро је на Кипру 2002. године. Паула Прерадовић умрла је 25. маја 1951. године у Бечу.

## Дела
За живота је објавила неколико збирки поезије и проза, а нека од њих су:
- Песме Пауле пл. Прерадовић, Загреб 1910. године
- Лето на југу, збирка песама Минхен 1928. године
- Далматински сонети, збрика песама Берлин—Беч—Лајпциг 1933. године
- Паве и перо, роман 1946. године.[8]
- Колумбова крошња Сплит 1972. године
- Паула Прерадовић :
- Роман Kindheit am Meer
- Ипак, Паула Прерадовић најпознатија је по томе што је написала аустријску химну Земља планина, земља река. Написала ју је непосредно након Другог светског рата и победила у избору од 1.800 такмичења.[9]